# 지구 한랭화

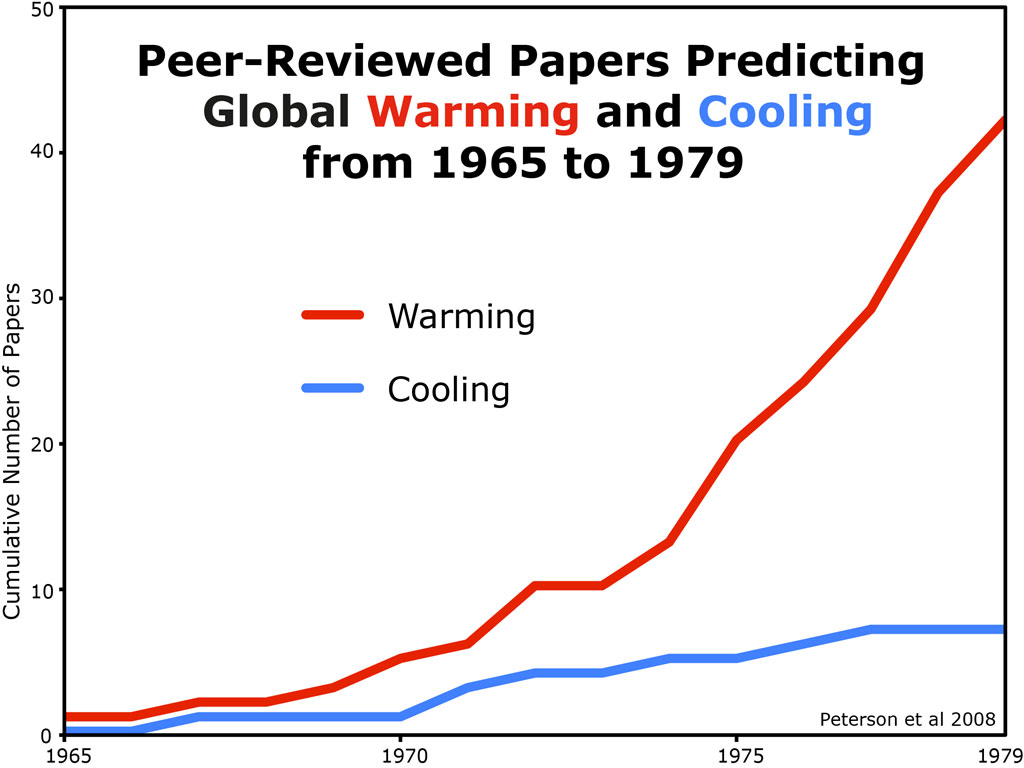

지구 한랭화는 지구의 기온이 점점 낮아지는 것을 말한다. 1970년대 들어, 간빙기가 끝나고 지구가 점점 한랭화되어 빙하기로 진입할 것이라는 가설이 있었다.

## 같이 보기
- 빙하 주기
- 지구 온난화